# Танагра велика
Тана́гра велика (Conirostrum binghami) — вид горобцеподібних птахів родини саякових (Thraupidae). Мешкає в Андах. Вид названий на честь американського археолога і дослідника Гайрама Бінґема.

## Таксономія

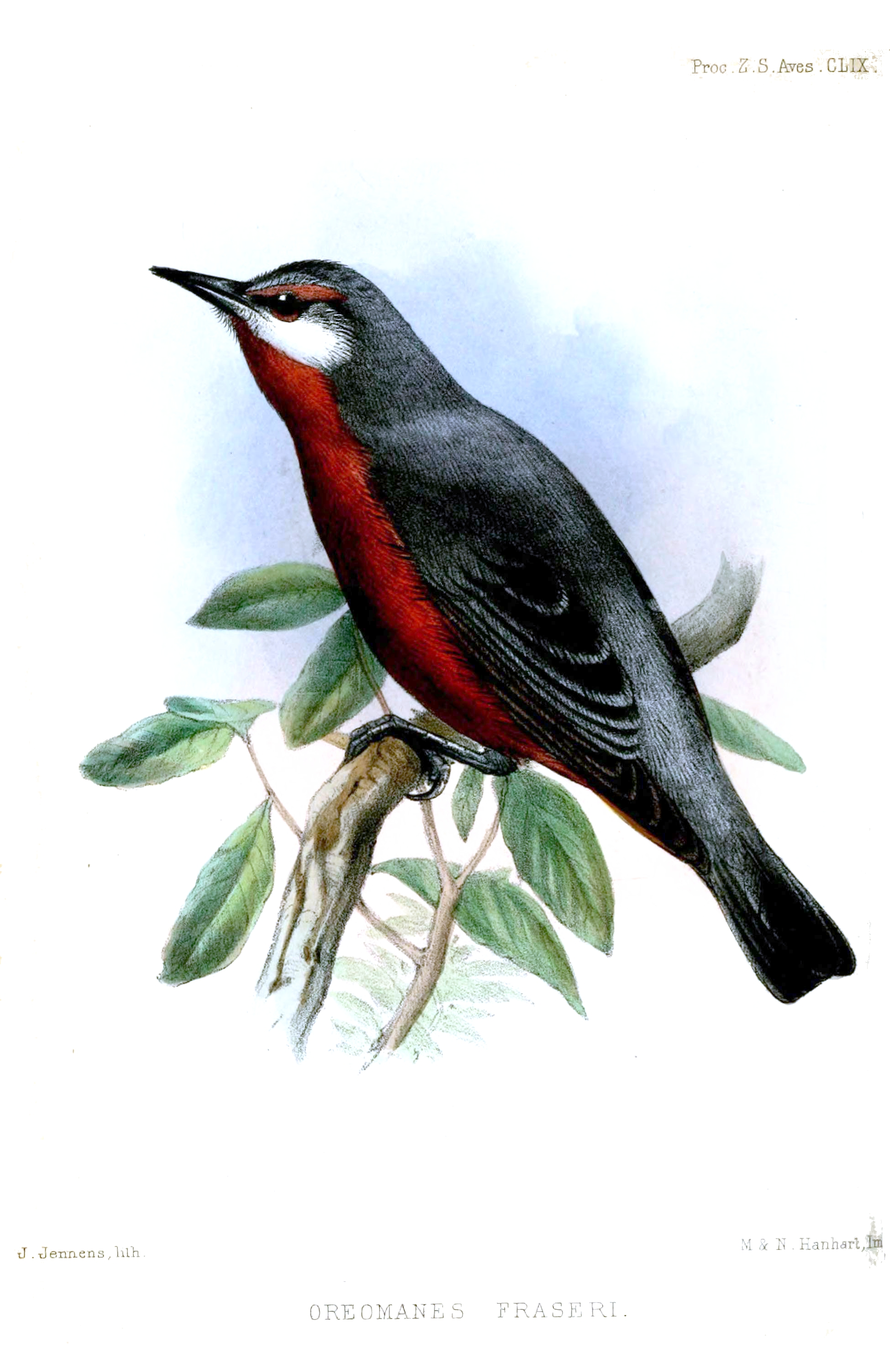
Велика танагра

Велика танагра була науково описана американським орнітологом Філіпом Склейтером у 1860 році під біномінальною назвою Oreomanes fraseri. Він помістив її до монотипового роду Oreomanes Вид отримав назву на честь англійського зоолога Луїса Фрейзера, який спіймав голотип великої танагри. У 1919 році американський орнітолог Френк Чепмен описав вид Oreomanes binghami, однак пізніше виявилося, що цей вид насправді був молодим O. fraseri. За результатами ґрунтовного молекулярно-філогенетичного дослідження родини саякових, результати якого були опубліковані у 2014 році, виявилося, що велика танагра є близькоспорідненою з тамаруго. За результатами цього дослідження велику танагру було переведено до роду Тамаруго (Conirostrum). Через те, що підвид сірого тамаруго мав назву Conirostrum cinereum fraseri, велика танагра отримала назву Conirostrum binghami'.

## Опис
Довжина птаха становить 15-16,5 см, вага 22-27 г. Верхня частина тіла темно-сіра, над очима каштанові "брови", щоки білі. Нижня частина тіла каштанова. Очі карі, дзьоб чорнуватий, лапи темно-сірі.

## Поширення і екологія
Великі танагри мешкають в Андах на території Колумбії, Еквадору, Перу, Болівії, на північному заході Аргентини (Сальта) та на крайній півночі Чилі. Вони живуть у вологих гірських тропічних лісах Polylepis. Зустрічаються на висоті від 2700 до 4850 м над рівнем моря, переважно на висоті від 3200 до 4500 м над рівнем моря. Живляться переважно комахами, яких шукають під корою дерев з роду Polylepis, а також тлями і солодкими виділенням рослин Gynoxys. Гніздяться на початку сезону дощів, а Болівії з вересня по грудень. Гніздо має відкриту, чашоподібну форму, розміщується на гілках Polylepis. В кладці 1-2 яйця. Насиджують і доглядають за пташенятами і самиці, і самці.

## Збереження
МСОП класифікує стан збереження цього виду як близький до загрозливого. Великим танаграм загрожує знищення природного середовища.